# Cam Jurgens
Cameron Jurgens (Beatrice, 21 agosto 1999) è un giocatore di football americano statunitense che milita nel ruolo di centro per i Philadelphia Eagles della National Football League (NFL).

## Carriera

### Philadelphia Eagles
Al college Jurgens giocò a football a Nebraska. Fu scelto nel corso del secondo giro (51º assoluto) del Draft NFL 2022 dai Philadelphia Eagles. Debuttò come professionista subentrando nella vittoria della settimana 1 contro i Detroit Lions. La sua stagione da rookie si chiuse disputando tutte le 17 partite, nessuna delle quali come titolare.
Nel 2024 Jurgens fu convocato per il suo primo Pro Bowl.
Il 21 aprile 2025 Jurgens firmò un nuovo contratto quadriennale del valore di 68 milioni di dollari.

## Palmarès

### Franchigia
- Super Bowl : 1

Philadelphia Eagles: LIX
- National Football Conference Championship: 2

Philadelphia Eagles: 2022, 2024

### Individuale
- Convocazioni al Pro Bowl: 1

2024